# Balaruc-les-Bains
Balaruc-les-Bains (okzitanisch Los Banhs de Balaruc) ist eine französische Gemeinde mit 7136 Einwohnern (Stand: 1. Januar 2022) im Département Hérault in der Region Okzitanien in Südfrankreich. Balaruc-les-Bains gehört zum Arrondissement Montpellier und zum Kanton Frontignan. Die Einwohner werden Balarucois und Balarucoises genannt.

## Geographie
Die Gemeinde liegt am Étang de Thau, einem Lagunensee am Mittelmeer. Umgeben wird Balaruc-les-Bains von den Nachbargemeinden Balaruc-le-Vieux im Norden, Frontignan im Osten und Süden sowie Bouzigues im Westen.
Östlich von Balaruc-les-Bainser liegt der ovale Steinkreis Pioch de Roumanis auf einem Hügel des Massif de la Gardiole.

## Geschichte
Die Thermalbäder (Solebäder mit Temperaturen zwischen 34 und 40 Grad Celsius und hohem Anteil von Calcium und Magnesium) von Balaruc waren bereits in der Antike bekannt und wurden von den Römern genutzt. In der römischen Antike trug Balaruc den Namen Maimona (manchmal: Mannona). 1886 wurde die frühere Gemeinde Balaruc in die heutigen Gemeinden Balaruc-les-Bains und Balaruc-le-Vieux geteilt.
| Jahr      | 1962  | 1968  | 1975  | 1982  | 1990  | 1999  | 2006  | 2017  |
| --------- | ----- | ----- | ----- | ----- | ----- | ----- | ----- | ----- |
| Einwohner | 1.822 | 1.830 | 2.957 | 4.369 | 5.013 | 5.688 | 6.232 | 6.751 |

## Sehenswürdigkeiten
- Kirche Notre-Dame-d’Aix aus dem 12. Jahrhundert
- Kirche Notre-Dame-de-l’Assomption
- Aquädukt und Ruinen des Neptun-Heiligtums
- Maison Peuple
- Antikengarten

## Persönlichkeiten
- Joseph Michel Montgolfier (1740–1810), Luftfahrtpionier, in Balaruc gestorben
- Ernest Vaast (1922–2011), Fußballspieler, in Balaruc-les-Bains gestorben

## Gemeindepartnerschaft
Mit der italienischen Gemeinde Verdello in der Provinz Bergamo (Lombardei) besteht eine Partnerschaft.